# Иванец, Хенрик
Хенрик (Генрих) Иванец (англ. Henryk Iwaniec; род. 9 октября 1947) — польский и американский математик, профессор Ратгерского университета с 1987 года.
Член-корреспондент Польской академии наук (1983), член Национальной академии наук США (2006).

## Биография
Серебряный призёр Международных математических олимпиад 1965 и 1966 годов. В 1972 году Иванец получил степень doktor в Варшавском университете под руководством Анджея Шинцеля. В 1976 защитил степень doktor habilitowany. Он занимал разные должности в Математическом институте Польской академии наук вплоть до своего отъезда из Польши в 1982 году. Он работал по приглашению в Институте перспективных исследований, Мичиганском университете, Колорадском университете в Боулдере и, в итоге, получил должность профессора математики в Ратгерском университете.
Имеет двойное гражданство —- Польши и США. Его брат-близнец Тадуеш Иванец — также профессор математики Сиракузского университета.

## Научная деятельность
Иванец занимается исследованиями, использующими теорию решёт и глубокие методы комплексного анализа, с акцентом на теорию автоморфных форм и гармонический анализ.
В 1997 году Иванец и Джон Фридландер доказали существование бесконечного множества простых чисел вида {\displaystyle a^{2}+b^{4}}. Столь мощный результат ранее считался абсолютно недостижимым, так как теория решёт (до использования Иванцем и Фридландером новых методов) не позволяла отличать простые числа от их попарных произведений.
В 2001 году Иванец стал седьмым лауреатом премии Островского с формулировкой: «Работа Иванеца отличается мощью, глубочайшим пониманием сложности проблемы и непревзойдённой техникой. Он внёс значительный вклад в аналитическую теорию чисел, особенно в исследованиях модулярных функций GL(2) и теории решёт».